# Isla Charlton
La isla Charlton (en inglés: Charlton Island), es una isla que constituye el punto más austral del territorio de Nunavut, se trata una isla deshabitada, ubicada en bahía de James (James Bay),  en la Región  de Qikiqtaaluk, Nunavut, al este de Canadá, a pesar de su cercanía con Quebec es administrada por Nunavut que tiene la mayor parte de su superficie más al norte. Tiene 308 km² (119 millas cuadradas) de superficie.